# Егултыс
Егултыс — посёлок в Прокопьевском районе Кемеровской области. Входит в состав Яснополянского сельского поселения.

## География
Центральная часть населённого пункта расположена на высоте 261 м над уровнем моря.

## Население
| 2010 |
| ---- |
| 72   |

### Половой состав
По данным Всероссийской переписи населения 2010 года, в посёлке Егултыс проживало 72 человека (31 мужчина, 41 женщина).